# Буонафеде, Аппиан

Delle conquiste celebri, 1763.

Аппиан Буонафеде (англ. Appiano Buonafede; 1716–1793) — итальянский философ.

## Биография
Аппиан Буонафеде родился 4 января 1716 года в городке Комаккьо на севере Италии.
В 24-летнем возрасте уже был назначен профессором богословия в Неаполе.
В 1745 году он вступил в монашеский орден Целестинов, устав которого базировался на уставе Святого Бенедикта, но предписывал монахам сугубо аскетический образ жизни, и впоследствии стал генералом этого ордена.
В конце XIX — начале XX века на страницах «Энциклопедического словаря Брокгауза и Ефрона» давалась следующая оценка его трудам: «Произведения его, преимущественно философского и критического содержания, отличаются чистотой и ясностью языка и едкостью критики».
Аппиан Буонафеде умер 17 декабря 1793 года в городе Риме.

## Избранная библиография
- «Della Istoria e della indole di ogni filosofia»,
- «Della Restaurazione d’ogni filosofia nè secoli XVI, XVII e XVIII»,
- «Istoria critica e filosofia del suicidio».